# Pascal Massuel
Pascal Massuel est un épéiste français, né le 9 juin 1963 à Guise. Il compte un grand nombre de sélections internationales dans tous les tournois de coupe du monde. En revanche, il n’a jamais été sélectionné pour un grand championnat tel que les Jeux olympiques. 
Pascal Massuel a tiré dans la catégorie junior et en club avec la VGA Saint Maur. Il a été champion d’Europe des clubs en 1986 à l'épée.
Il fit sa carrière au club de VGA Saint Maur aux côtés de Michel Salesse, d'Hervé Faget, de Jean-Michel Henry, de Patrick Picot et de Frédéric Delpla sous la direction de Maître Gilbert Lefin.
Pascal Massuel a intégré la section de haut niveau de l'INSEP en 1978 où il est resté jusqu'en juin 1986.

## Championnats d’Europe des clubs
- Champion d’Europe des clubs en 1986 à l'épée avec la VGA Saint Maur

## Championnats de France Individuel
- Champion de France junior universitaire en 1981 à Nîmes
- Vice Champion de France junior en 1982 à Paris
- 3e des Championnats de France junior en 1981 à Paris

## Championnats de France par équipes
- Champion de France junior par équipe en 1983 avec la VGA Saint Maur aux côtés de Jean Luc Rojat, Frédéric Delpla, et Jean-Michel Henry.
- Champion de France senior par équipe en 1985 avec la VGA Saint Maur aux côtés de Jean Luc Rojat, Frédéric Delpla, Jean-Michel Henry et Michel Salesse.

## Coupe du Monde
- 5e du challenge MARTINI à Londres en 1986